# Eurorégion Alpes-Méditerranée
 (mai 2017).
L’Eurorégion Alpes–Méditerranée, Euroregione Alpi–Mediterraneo en italien, est une entente interrégionale transfrontalière qui ambitionne de devenir groupement européen de coopération territoriale (GECT), dont les premières rencontres institutionnelles ont été initiées en 2005 et dont les Régions membres ont signé un protocole d'entente le 18 juillet 2007 lors d'une rencontre en Vallée d'Aoste, visant à favoriser la coopération transfrontalière entre les régions participantes. Elle est peuplée de 17 millions d'habitants et couvre une surface de 110 460 km2 en France et en Italie.
Pour l'année 2012, le Président est Roberto Cota, Président de la région Piémont. Une conférence des Présidents, réunissant les cinq présidents de région, se réunit plusieurs fois par année, soit dans la région ayant la présidence, soit à Bruxelles.
Les Régions membres disposent depuis le 31 janvier 2008 d'une antenne commune à Bruxelles pour « coopérer pour mieux faire entendre leurs voix auprès de la Commission européenne ». Elle rassemble les bureaux permanents des cinq régions membres de l'Eurorégion.

## Régions membres de l'Eurorégion Alpes–Méditerranée
Deux régions françaises :
- Provence-Alpes-Côte d'Azur

L'Eurorégion jusque fin 2015, avant la fusion de régions en France.

- Auvergne-Rhône-Alpes (Rhône-Alpes jusqu'en 2015)

Trois régions italiennes :
- Vallée d'Aoste
- Piémont
- Ligurie

## Thématiques de travail
Chaque Région membre est responsable de l'animation d'une thématique :
- Innovation et Recherche : Provence-Alpes-Côte d'Azur
- Tourisme et Culture : Ligurie
- Transport et Accessibilité : Piémont
- Environnement et Développement durable : Auvergne-Rhône-Alpes
- Éducation et Formation : Vallée d'Aoste
- Cohésion Territoriale : Piémont